# Sphaeria exilis
Sphaeria exilis är en svampart som beskrevs av Schwein. ex Cooke 1887. Sphaeria exilis ingår i släktet Sphaeria och familjen kolkärnsvampar.   Inga underarter finns listade i Catalogue of Life.